# الحركة النسوية للمرأة الأمريكية المكسيكية

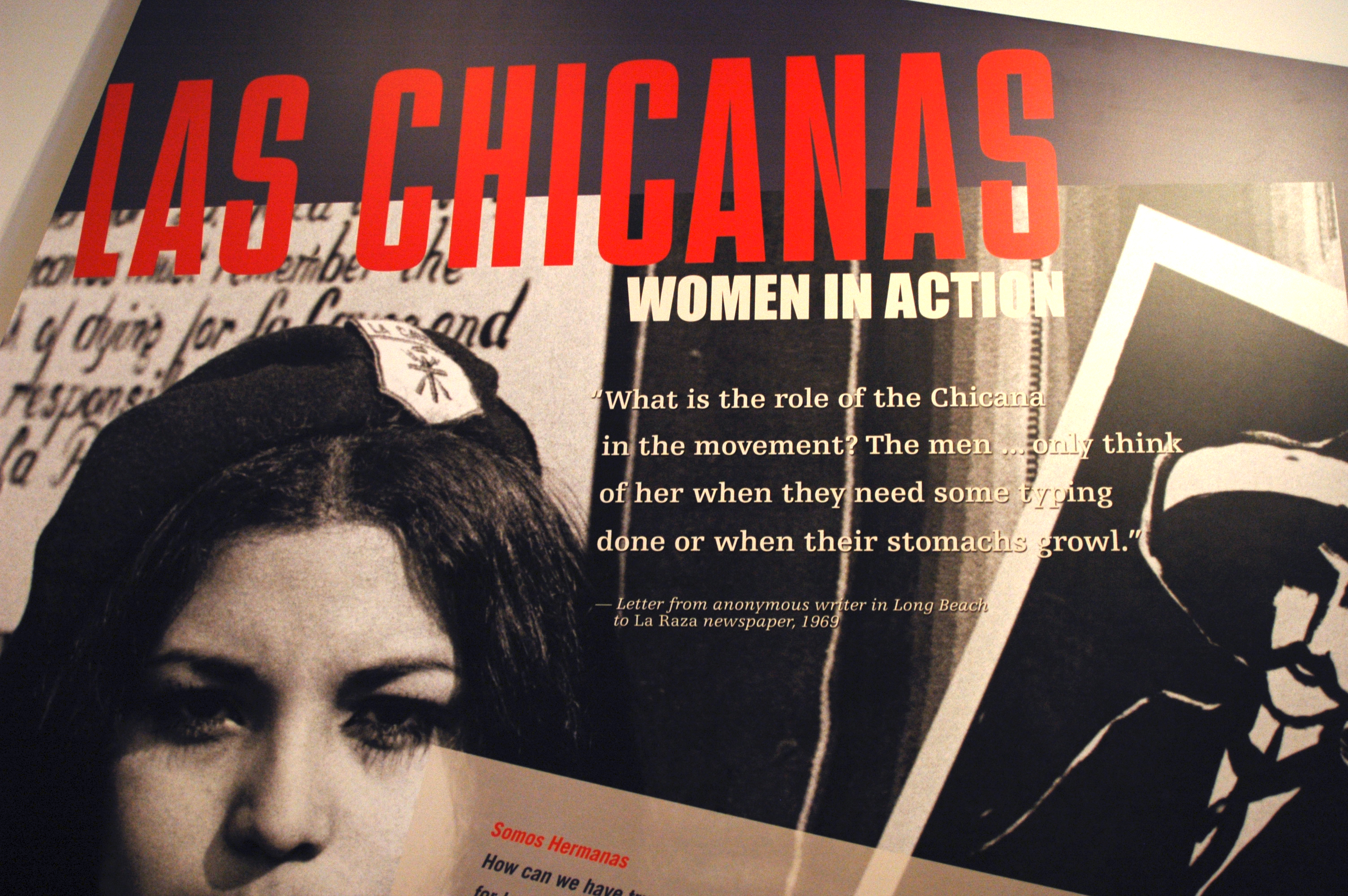
ملصق لاس تشيكاناس.ساحة الثقافة والفنون

الحركة النسوية للمرأة الأمريكية المكسيكية (شيكانو) هي حركة اجتماعية سياسية في الولايات المتحدة تحلل التداخلات التاريخية والثقافية والروحانية والتعليمية والاقتصادية للمرأة الأمريكية المكسيكية التي تعرف باسم شيكانو. تعمل الحركة النسوية شيكانو على تمكين المرأة وتعزيز مواجهتها للصور النمطية والحدود التي تواجهها على مستوى النوع الاجتماعي والعرق والأصل الإثني والطبقة الاجتماعية والجنسانية. الأهم من ذلك كله، أن النسوية للمرأة الأمريكية المكسيكية هي حركة. إنها أيضًا نظرية وتطبيق عملي تساعد النساء على استرداد وجودهنّ فيما بين حركة الشيكانو والحركات النسوية الأمريكية.

## ملخص
في عام 1848، مع توقيع معاهدة غوادالوبي هيدالغو، تنازلت المكسيك لصالح الولايات المتحدة عن ولايات: أريزونا، كاليفورنيا، نيو مكسيكو، نيفادا، يوتا، جزء من كولورادو ووايومنغ. أصبح بذلك المواطنون المكسيكيون اللذين يقطنون تلك الأراضي مواطنين أمريكيين. لذلك، خلال القرن العشرين، بدأت الهجرة الهسبانية إلى الولايات المتحدة الأمريكية في تغيير التركيبة السكانية الأمريكية بشكل بطيء لكن ثابت. خلال ذلك الوقت، كان على النساء في أمريكا اللاتينية التصرف وفقًا للمعايير الاجتماعية هناك. في العديد من مدن أمريكا اللاتينية، تعرضت النساء للنقد في حال تحدثن إلى رجال لا يعرفوهنّ، وكان العكس بالنسبة للرجال إذ لم يُنتقدوا بل قوبل قيامهم بنفس الأمر بالمديح والثناء واعتُبر تعدد شريكاتهم أمرًا بطوليًا بصرف النظر عن حالتهم الاجتماعية. نتيجة لذلك، كان لدى النساء المهاجرات أمل في تغيير ظروفهم الاجتماعية من خلال بدء حركة حق المرأة في التصويت للمرأة الأمريكية المكسيكية. بحلول عام 1940، كانت لوس أنجلوس إحدى أكثر المدن كثافةً من حيث تعداد النساء الأمريكيات المكسيكيات ما أنتج تضامنًا بين المزيد من النساء مع الحركة وانضمامهن لها مثل أديلينا أوتيرو وارين وماريا دي جي إي. لوبيز.
في الستينيات والسبعينيات من القرن الماضي، بدأت مجموعات أخرى في الكفاح في سبيل حقوقها، لكن قوبل ذلك بالتجاهل ما أثار السخط الجماهيري. ناشئات من حركات الهوية في ستينيات القرن الماضي، ابتكرت ناشطات شيكانو النسويات مسارًا مميزًا وتخطيطًا لفكرة وتطبيق النسوية السياسية التي ربطت التجارب الفريدة مع النوع الاجتماعي والعرق والطبقة والجنسانية.
على عكس النساء من الأقليات العرقية، نادرًا ما اضطرت النساء البيض إلى التعامل مع التمييز العنصري. كافحت النساء الأوروبيات الأمريكيات هذه الفكرة من خلال نشوء موجات من النسوية؛ تناولت الموجة الأولى حق المرأة في التصويت، في حين تعاملت الموجة الثانية مع قضايا الجنسانية، المجالات العامة مقابل الخاصة، الحقوق الإنجابية والاغتصاب الزوجي. ميزت نسويات شيكانا أنفسهن عن الحركات النسوية الأخرى من خلال تقديم انتقادات وردود على استبعادهن من كل من التيار السائد للحركة القومية شيكانو وحركة الموجة النسوية الثانية. إحدى الطرق المهمة التي مكنتهنّ من القيام بذلك كانت تضمين أنواع مختلفة من اللغة الإسبانية، وهي عنصر أساسي في الحفاظ على ثقافة شيكانو.
تؤكد الحركة النسوية شيكانو على أنه عبر التاريخ، تعرضت نساء أمريكا اللاتينية للقمع والإساءة في العديد من المجتمعات المختلفة. في أمريكا اللاتينية، مثلما هو الحال في أوروبا وآسيا وأفريقيا، تعرضت العديد من النساء، لقرون، للتمييز من قبل آبائهن وإخوتهن وأزواجهن.

### الأصل
تحدت نسويات شيكانو دورهنّ المحدد في لا فاميليا (العائلة) وطالبن بالاعتراف بالخبرات المتقاطعة التي واجهنها. تُعرف نساء شيكانا أنهن واعيات، يقررن مصيرهنّ بأنفسهنّ، فخورات بجذورهنّ وميراثهنّ وخبراتهنّ مع إعطاء الأولوية لشعبهنّ. مع ظهور حركة شيكانو، شهدت بنية الأسرة الشيكانو تغيرات جذرية. بدأت النساء على وجه الخصوص بالتشكيك في الأدوار المنوطة بهن ضمن الأسرة وعن مكانهنّ ضمن نضال شيكانو الوطني.
يؤكد النص الأساسي «لا شيكانا» الذي كتبته إليزابيث مارتينيز على حقيقة أن: «شيكانو مضطهدة من قبل قوى العنصرية والإمبريالية والتمييز على أساس الجنس. وينطبق ذلك على جميع النساء غير البيض في الولايات المتحدة. الاضطهاد من قبل القوى العنصرية والإمبريالية شبيه بذلك الذي يعاني منه رجالنا إلا أن التمييز على أساس الجنس تعاني منه النساء فقط».
سعت النساء أيضًا إلى محاربة النضالات المتأصلة لكره النفس المتجذر في استعمار شعوبهنّ. وشمل ذلك كسر أسطورة المرأة الجيدة إذ يُنظر إلى المرأة الإسبانية المحلية على أنها جيدة بينما يُنظر إلى نساء السكان الأصليين اللواتي هنّ جزء من المجتمع على أنهنّ سيئات. برز الفكر النسوي شيكانو كرد فعل على النظام الأبوي، العنصرية، الطبقية، الاستعمار وأيضًا كرد فعل على كل الطرق التي غدت من خلالها ممارسات القمع الموروثة متأصلة.
وفقًا لغارسيا (1989) فقد نشأت الحركة النسوية للمرأة الأمريكية المكسيكية شيكانو للتمسك بالمسائل الخاصة التي أثرت على نساء شيكانو وتأصلت في حركة شيكانو لأن النساء رغبن بأن يُعاملن على قدم المساواة وأن يحظين بالقبول ليفعلن ما كان يقوم به شعب شيكانو.
لقد أثرت حركة شيكانو النسوية بالتأكيد على العديد من نساء شيكانو ليصبحن أكثر فاعلية ويدافعن عن حقوقهنّ، وليس حقوق كل امرأة فيهنّ بل حقوقهنً كنساء متضامنات اجتمعن معًا لبناء مجتمع يتسم بالمساواة. بالإضافة إلى ذلك، تعتبر آنا نييتو غوميز أن النسوية هي أي شخص يناضل من أجل إنهاء اضطهاد المرأة. علاوةً على ذلك، يجب اعتبار نسوية شيكانا على أنها دعم للمجتمع وليس محو وجودهن وكذلك دعم تحسين نساء الشيكانا.
تُعد المرونة موضوعًا رئيسيًا من الضروري فهمه عند محاولة تحديد أصل الحركة النسوية شيكانا. على وجه التحديد، عندما يتعلق الأمر بمحاولة تقليل القوة التي يتطلبها الأمر ليس فقط للتقسيم ولكن أيضًا لإخراج عقلية جديدة من المساواة.

### المنظمة السياسية (من أربعينيات إلى سبعينيات القرن العشرين)
ابتداءً من أربعينيات القرن الماضي، قاد الأمريكيون المكسيكيون حركة حقوق مدنية بهدف تحقيق التمكين للشعب ومجتمعاته.  بحلول الستينيات، أصبحت حركة شيكانو، المعروفة أيضًا باسم إيل موفمينتو، حملةً بارزةً في حياة العديد من العمال والشباب المكسيكيين الأمريكيين.
في عام 1962، تأسست منظمة عمال المزارع المتحدة على يد سيزار شافيز ودولوريس هويرتا وجيلبرت بيديلا وفيليب فيرا كروز. عملت منظمة عمال المزارع المتحدة على تأمين ظروف عمل أفضل لمزارع الشيكانو في كاليفورنيا.
بين أواخر الستينيات حتى السبعينيات، بدأت حركة طلاب شيكانو إذ قاتل الطلاب وتنظموا من أجل تعليم ذي جودة أفضل.  في عام 1968، تنظم طلاب من خمس مدارس إعدادية في كاليفورنيا، كان عدد طلابها 75% من اللاتينيين أو أكثر، سويًا للخروج من فصولهم الدراسية، للمطالبة بالمساواة في التعليم داخل منطقة مدارس لوس أنجلوس.
بدأت الجهود الأولى لتنظيم حركة شيكانو النسوية في الجزء الأخير من الستينيات. خلال حركة شيكانو، شكل الشيكانو لجانًا داخل منظمات شيكانو. على غرار تنظيم المجموعات الأخرى في الحركة النسائية، نظمت نسويات شيكانا مجموعات لزيادة الوعي وعقدن مؤتمرات خاصة بالقضايا التي واجهتها نساء شيكانا.
إضراب فرح، 1972-1974، المسمى إضراب القرن، نظمته وقادته نساء أميركيات مكسيكيات في الغالب في إل باسو، تكساس. دخل موظفو شركة فرح للتصنيع في إضراب دفاعًا عن الأمن الوظيفي وحقهم في تأسيس نقابة والانضمام إليها.